# Pocking
Pocking é um município da Alemanha, situado no distrito de Passau, no estado da Baviera. Tem 68,82 km² de área, e sua população em 2019 foi estimada em 16.041 habitantes.